# ورزشگاه جهانی سامسان
ورزشگاه جهانی سامسان (انگلیسی: Samsan World Gymnasium) یک سالن ورزشی در اینچئون، کره جنوبی است.
این سالن که ۷٬۲۲۰ نفر ظرفیت دارد در سال ۲۰۰۴ تأسیس شده و میزبان مسابقاتی همچون بازی‌های آسیایی داخل سالن و هنرهای رزمی ۲۰۱۳، بازی‌های آسیایی ۲۰۱۴ و مسابقات جهانی بسکتبال با ویلچر ۲۰۱۴ بوده‌است.